# Garrett Clayton
Garrett Clayton, também conhecido como Gary Clayton, (Dearborn, 19 de março de 1991), é um ator, cantor, dançarino e modelo norte-americano. Ele é mais conhecido por interpretar o surfista Tanner em Teen Beach Movie e Teen Beach 2.

## Carreira
Garrett teve aulas de dança de nível universitário na Crestwood High School, onde se formou em 2009, e participou de várias produções teatrais, como Peter Pan, Beauty and the Beast, You're a Good Man, Charlie Brown e Fame.
Seu primeiro papel no cinema foi no filme de terror The Tower (2008), dirigido por Dan Falzone e Dan McGowan, no qual ele interpretava um zumbi. A partir de então, Garrett Clayton participou de diversas séries de TV, entre elas, No Ritmo do Disney Channel, em 2010.
Em dezembro de 2012, Clayton apareceu no telefilme Holiday Spin (no Brasil, Uma Volta para a Vitória) do canal Lifetime, no qual viveu o personagem Blake, um jovem revoltado forçado a viver com seu pai depois que sua mãe morre em um acidente de carro. 
Em 2015, voltou ao papel de Tanner na sequência do filme Teen Beach Movie (2013), nomeada Teen Beach 2. O filme estreou no canal Disney Channel em 26 de junho de 2015 nos Estados Unidos. No Brasil, o lançamento ocorreu em 12 de julho do mesmo ano no Disney Channel Brasil. 
Em 2016, ele interpretou Brent Corrigan, protagonista do filme King Cobra. O filme, exibido em abril no Festival de Cinema de Tribeca, teve os diretos de distribuição adquiridos pela IFC Films, que o lançou nos cinemas americanos em outubro daquele ano. No longa-metragem, Clayton atua ao lado de Christian Slater e James Franco. No mesmo ano, Garrett estrelou o filme de terror britânico Don't Hang Up, ao lado do ator americano Gregg Sulkin e da atriz inglesa Sienna Guillory. No longa-metragem, exibido originalmente em 4 de junho de 2016 no Festival de Cinema de Los Angeles e lançado comercialmente em fevereiro de 2017 nos cinemas americanos, Garrett interpreta Brady Mannion. Ainda em 2016, ele interpretou o papel de Link Larkin na adaptação televisionada do musical Hairspray, intitulada Hairspary Live!. O especial, exibido pela NBC, foi ao ar em 7 de dezembro e contou com Ariana Grande e Jennifer Hudson no elenco. 
Em 2017, Clayton se apresentou, ao longo de seis semanas, no palco do Pasadena Playhouse, com a peça God Looked Away, onde interpretou o personagem Luke e contracenou com nomes como Al Pacino e Judith Light. A produção teatral conta a história do dramaturgo Tenessee Williams. 
Em julho de 2020, criou, em parceria com o seu noivo Blake Knight, o canal no YouTube chamado A Gay In The Life, onde entrevista pessoas da comunidade LGBTQI+ do mundo todo, com o intuito de dar visibilidade à causa e discutir questões que permeiam a comunidade. Já passaram pelo canal o designer de moda Tan France, da série Queer Eye, e o dramaturgo e ativista Roger Q. Mason. 

## Vida pessoal
Em agosto de 2018, Clayton revelou, através do seu perfil no Instagram, o relacionamento com o roteirista Blake Night. Em janeiro de 2019, o ator anunciou seu noivado com Blake, com quem namora há oito anos. 

## Filmografia

### Cinema
| Ano  | Título original                                | Titulo em português                        | Papel          | Notas                           |
| ---- | ---------------------------------------------- | ------------------------------------------ | -------------- | ------------------------------- |
| 2008 | The Tower                                      |                                            | Zumbi          |                                 |
| 2009 | Magic Mentah                                   |                                            | Sander         |                                 |
| 2010 | Virginia                                       |                                            | Mormon Boy #2  | Creditado como Gary Clayton     |
| 2012 | Love, Gloria                                   |                                            | Tad            |                                 |
| 2012 | The Oogieloves in the Big Balloon Adventure    | Os Oogieloves e a Aventura no Grande Balão | Diner Dancer   | Voz Creditado como Gary Clayton |
| 2015 | Huevos: Little Rooster's Egg-cellent Adventure | Cantando de Galo                           | Willie         | Voz                             |
| 2016 | King Cobra                                     |                                            | Brent Corrigan |                                 |
| 2016 | Elephant Kingdom                               |                                            | Wingman        | Voz                             |
| 2016 | Don't Hang Up                                  | Não Desligue                               | Brady Mannion  |                                 |
| 2016 | Welcome to Willits                             |                                            | Zack           |                                 |
| 2018 | Reach                                          |                                            | Steven Turano  |                                 |
| 2018 | Between Worlds                                 |                                            | Mike           |                                 |
| 2018 | Amsteroid                                      |                                            | Sander         | Creditado como Gary Clayton     |
| 2019 | Peel                                           |                                            | Chad           |                                 |

### Televisão
| Ano        | Título original                     | Titulo em português                       | Papel                  | Notas                                                                                    |
| ---------- | ----------------------------------- | ----------------------------------------- | ---------------------- | ---------------------------------------------------------------------------------------- |
| 2010       | Days Of Our Lives                   |                                           | Eli                    | Telenovela Episódio: #1.11324 Creditado como Gary Clayton                                |
| 2010       | Shake It Up                         | No Ritmo                                  | Dylan                  | Episódio: Party It Up                                                                    |
| 2012       | Holiday Spin                        | Uma Volta para a Vitória                  | Blake                  | Telefilme                                                                                |
| 2013       | The Client List                     | Agenda Proibida                           | Billy                  | Episódio: What Kind of Fool Do You Think I Am                                            |
| 2013       | Teen Beach Movie                    | Teen Beach Movie                          | Tanner                 | Telefilme Disney Channel Original Movie                                                  |
| 2013       | Jessie                              | Jessie                                    | Earl                   | Episódio: The Blind Date, the Cheapskate, and the Primate                                |
| 2014; 2016 | The Fosters                         | The Fosters                               | Chase Dillon           | 1ª temporada; 3ª temporada 5 episódios                                                   |
| 2015       | Teen Beach 2                        | Teen Beach 2                              | Tanner                 | Telefilme Disney Channel Original Movie                                                  |
| 2016       | 100 Things to Do Before High School | 100 Coisas Pra Fazer Antes do High School | Stephen 'Flick' Powers | Episódio: Survive the Virus Attack Trapped in the Last Home Base Station on Earth Thing! |
| 2016       | The Real O'Neals                    | A Família do Ano                          | Ricky                  | Episódio: The Real Lent                                                                  |
| 2016       | Hairspray Live!                     |                                           | Link Larkin            |                                                                                          |

### Teatro
| Ano             | Título original                       | Papel              |
| --------------- | ------------------------------------- | ------------------ |
| 2014–2015; 2017 | Sleeping Beauty And Her Winter Knight | Prince of Alhambra |
| 2015            | Cruel Intentions: The Musical         | Greg               |
| 2017            | God Looked Away                       | Luke               |
| 2017            | The Last Breakfast Club               | Brian              |

## Prêmios e indicações
| Ano  | Premiação             | Categoria                                  | Nomeação | Resultado |
| ---- | --------------------- | ------------------------------------------ | --- | --------- |
| 2015 | Teen Choice Awards    | Choice Music: Song from a Movie or TV Show | "Gotta Be Me" de Teen Beach 2 (compartilhado com Ross Lynch, Maia Mitchell, Grace Phipps, John DeLuca, & Jordan Fisher)                                                                           | Indicado  |
| 2017 | MTV Movie + TV Awards | Best Musical Moment                        | "You Can't Stop the Beat" de Hairspray Live! (compartilhado com Maddie Baillio, Dove Cameron, Kristin Chenoweth, Harvey Fierstein , Ariana Grande, Jennifer Hudson, Martin Short & Ephraim Sykes) | Indicado  |